# 和裝本
和裝本，是以日本傳統方法製作的書籍，又稱為和本，可追溯至公元8世紀後半期，稱德天皇統治期間（764－770年）印製的《百万塔陀羅尼》。其相關技術大約是於奈良時代末期由日本僧侣從大唐引入，當時的印刷技術主要用於宗教經典的印製，大部分的民間文献仍然是以手寫方式抄錄的。直到江戶時代後，木版印刷的運用使書籍變得更容易負擔和廣泛流傳。活字印刷大约在安土桃山時代開始在日本使用，但基於審美和其它種種原因，木版印刷和手抄本很長一段時間仍然佔有主導的地位。

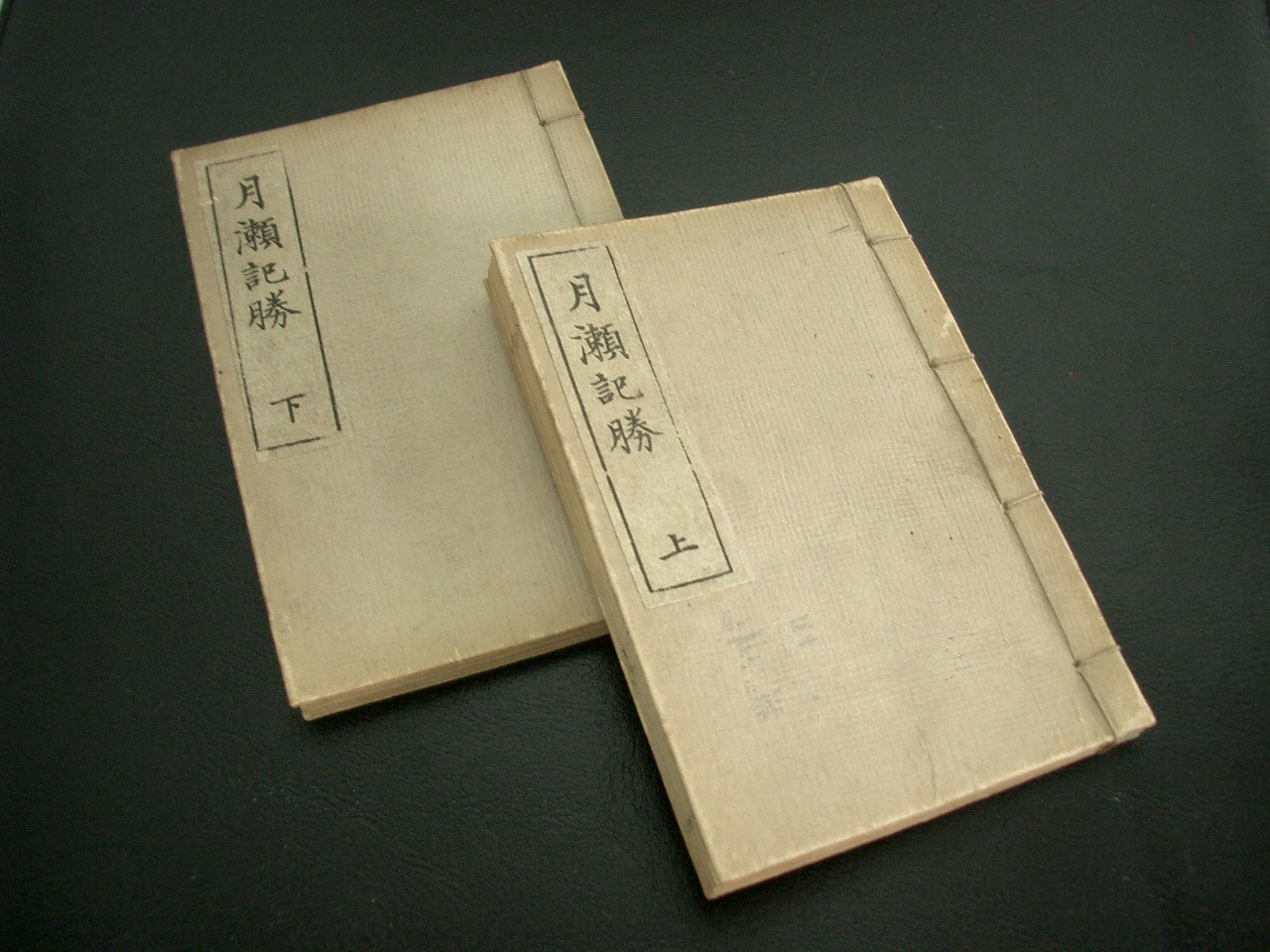
明治時代的携帶本

在日本，書可以再細分為本（ほん）和書籍（しょせき），前者僅表示裝訂書，並不包括卷軸；後者則泛指印刷品。最通用的術語是書物（しょもつ），是對所有手抄和印刷體書類或印刷品的統稱。
古日本時候從中國引進的書物被稱為漢籍，在日本刻版複製的漢籍稱為和刻本，和刻本與漢籍合稱為和漢書，廣義的和漢書也包括由朝鮮半島引入的韓本（朝鮮本、高麗本）。在現代中文環境下所提及日本書籍，多半指的是現代工業化生產的書物，以傳統方法製作的書籍則被稱為日本古書或古籍。

## 書籍的制作
和裝本在製作上經歷刻版、選紙、印刷、裝訂等幾個步驟，過去以手寫抄錄制作的書籍被稱為「寫本」，後來以刻版印刷制作的書籍則被稱為「版本」或「刊本」，以繪圖為主的寫本則稱之為「繪本」，與現在當代被稱為繪本的童書不同。以刻版印刷制作的書籍可以分為奈良時代的古版本、室町末期至江戸初期的古活字版以及江戸時代以後的整版。在選紙方面，和裝本傳統上是選用和紙製作的，這種纖維紙具有耐用、不容易隨時間的流逝而發黃或變脆的優點，這有助於保存早期的書籍。在明治時代後，西式木漿紙開始佔主導地位，和紙在今日的日本印刷業中已經很少被使用。

### 裝訂方法

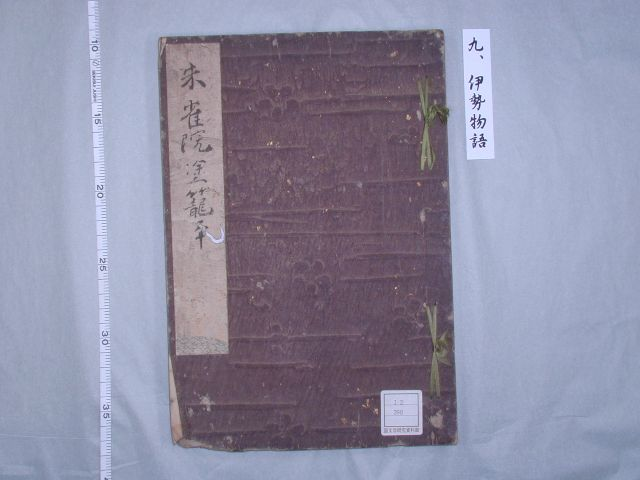
大和綴

和裝本的裝訂依所用材料大致上可以分為糊裝（こそう）和線裝（せんそう）兩大類，書籍製作者根據過去流傳下來的經驗以不同方法來製作書本，這些方法可以適用於手抄本和印刷體的書籍。以下是幾種常見的和裝本製作方法：
- 卷軸裝（かんすぼん）

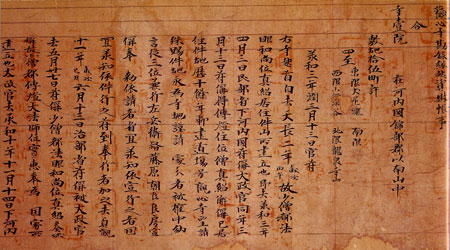
卷子本

卷軸裝製品又稱為卷物（まきもの）、卷本（まきほん）或手卷（しゅかん），是一種早期的書籍製作方法，它并不是以連續的單張紙裝釘而成，而是將連續的紙以水平位置排列，再沿其邊緣以膠水粘合製作。這種方法清一色只能以手工方式製作，現今這種技術只有在裝裱書畫時使用。
- 經摺裝（おりほん）

經摺裝製品也稱為帖裝本（じょうそぼん），它的製作方法與卷軸式雷同，差異在於它以膠水粘合以後，再折疊成類似手風琴風箱的形式。這種方法同樣是以手工方式製作，但它的製作過程有一部分現代化，所以在製作佛教經文方面依然有一定程度的使用。
- 旋風裝（せんぷうよう）

旋風葉是由中國傳入日本的一種書籍作方法，製作方法與經摺裝相似，不同點在於旋風葉是以一張表紙包袱做成封面和封底，經摺裝則是將封面和封底分開製作。這種製成品因為在起風時犹如在風中飄揚的葉子而得名。
- 摺疊裝（たたみもの）

摺疊裝是將整張紙折疊成書本的製作方法，主要用於製作地圖集。製作的重點是將紙張折疊成四、六或八面（也就是三、五或七折），這樣可以確保書本的一角做為標題位置時，可以和内文書寫方向符合一致。
- 粘葉裝（でっちょうそう）

粘葉装的製作方法是將一張紙合攏折疊成帖，再將帖集合起來，在頭頁和底頁加上封面，從書背處以糊裝釘成册。這種製作方法主要是用來製作手抄本。
- 綴葉裝（てつようそう）

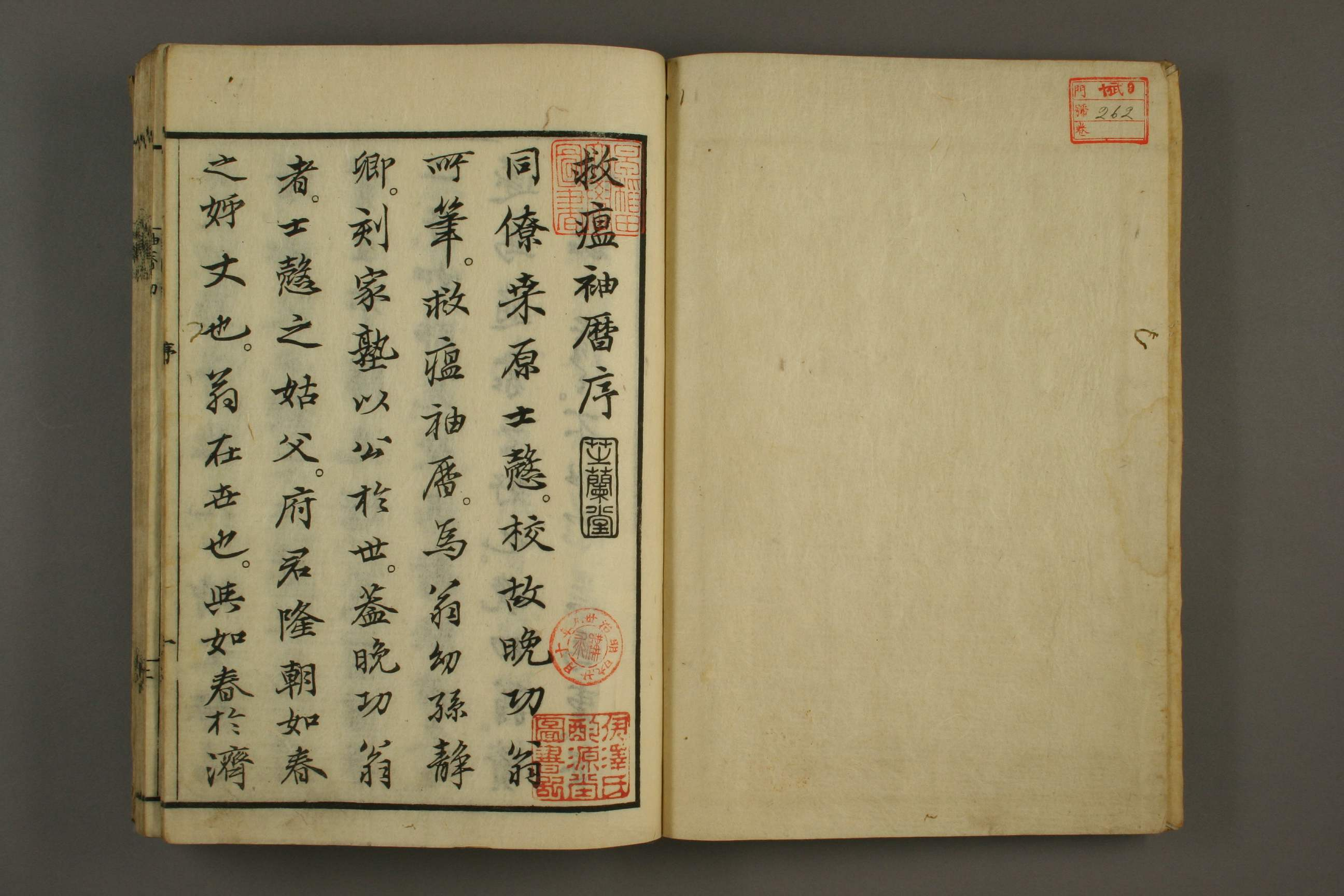
江戶時代的印刷本

綴葉裝又稱為蝴蝶裝（こちょうそう）、列葉裝或列帖裝（れっちょうそう），它的外型類似粘葉裝，不過綴葉裝是以絲線將頁面裝釘成册的，製作方法是將约五～六張合攏折疊的頁面製成帖，再將帖從折疊處以絲線裝釘成册。這種製作方法同樣是用來製作手抄本的。
- 袋綴（ふくろとじ）

袋綴也稱為線裝本（せんそうぼん），是將書頁以線裝的方式裝釘成册，這種製作方法從中國明代開始盛行，并流傳到朝鮮、日本、越南等地。在江戶時代，大約90%的書籍是以這種方式製作而成。製法是在書頁的邊緣位置穿孔為眼，從眼穿線而過將書頁固定。根據技術和綴法的不同，有幾種不同名堂，不過大體上皆可歸類為四針眼訂法和五針眼訂法兩種。

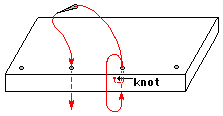
四針眼訂法第一步
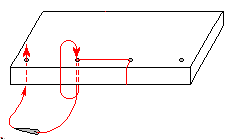
四針眼訂法第二步
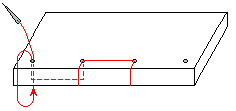
四針眼訂法第三步
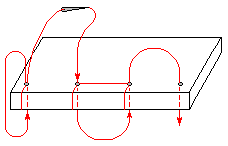
四針眼訂法第四步
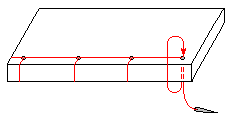
四針眼訂法第五步
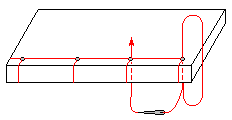
四針眼訂法第六步
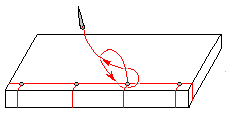
四針眼訂法第七步
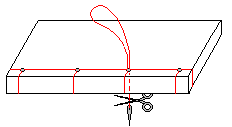
四針眼訂法第八步

- 大和綴（やまととじ）

大和綴是一種將袋綴簡化的製作方法，大约從江戶時代開始流行，主要用於製作大福帳或手稿等非永久保留性質的書類。製法是在書頁的邊緣位置穿四孔為眼，以兩眼為一組，穿過絲繩打結固定。

## 印刷歷史
日本擁有歷史悠久的印刷技術和書籍製作方法，可是直到江戶時代為止，多數的書還是以手抄方式複製的。到了江戶時代以後，木版印刷開始成為主流的印刷方法，而手抄方式開始慢慢地没落，并轉型成活字印刷方式繼續生存。後來，以木版印刷製作學術和佛教文献的方式開始被禁止，因為這些印刷品高度模仿手抄本的風格，導致這些幾近完美的模仿品難以從手抄真品中區别開來。

### 奈良時代
日本的印刷技術源起於奈良時代的《百萬塔陀羅尼》（ひゃくまんとう だらに），在764年至770年期間，稱德天皇下令印製100萬本的陀羅尼以供奉於全國各地的佛塔内，這些陀羅尼是以日本僧侣從中國學習到的一種被稱為「整版本」的版刻印刷技術印製的。然而，這種技術的成本龐大，無法符合小規模印刷的需要，因此，民間的書籍製作和生產仍然依賴於手工複製的抄本。

### 平安時代和鎌倉時代
在平安時代和鎌倉時代，日本的版刻技術僅有微小的進展，整版本變成相對的廉價和廣泛，大佛寺院開始大量印製佛經以供那些虔誠的僧侶做為學習使用。這個時期的版刻技術是一種由整版本改良而成，被稱為「春日版」的版刻技術，它是以今日位於奈良縣的佛教聖地－春日山為名的。位於大和國（今奈良縣）的興福寺是當時最主要的佛經供應來源，而其他較小的寺院也有小部份的經文印製。然而，對於那些無法接近大佛寺院的人來說，要取得佛經印製品還是相當困難的一件事，所以手抄本經文在當時還是最主要的書籍製作方法。

### 室町時代
在室町時代，版刻技術依然延續過去的春日版技術，主要的印製品還是以佛教文献為主，但僅僅如此顯然是不足以應付時代需求的，所以也就產生了稱為「五山版」的改良版刻技術，這個技術是以鎌倉的五座重要佛寺——建長寺、圓覺寺、寿福寺、淨智寺和淨妙寺為名的，它們也是當時最主要的佛經供應來源者。和過去一樣的，由於印刷品始终只是局限在佛經印製的方面，所以并没有在民間廣泛流通。

### 現代印刷技術改革前期

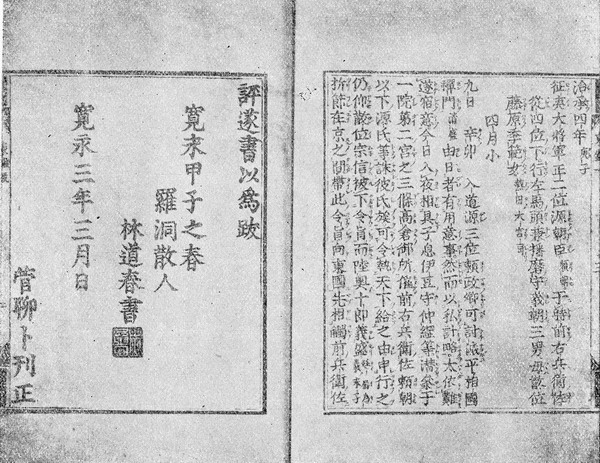
古活字本

從室町時代末期至江戶時代初期，有兩種不同的印刷技術被同時引入日本，并得到廣泛的運用，其中一種是源自高麗的「朝鮮古活字」，它是在豐臣秀吉軍隊入侵朝鮮王朝的時候被引進的，這種技術是把印刷模具填滿緊密的沙粒，再將字模雕刻在它的表面上，貫入熔化的鉛等待其冷卻後，再行拆下使用，擁有出人意料之外的持久度。這種創新的印刷技術因為材料可以被無数次的重覆使用，而大大的降低了印刷成本，沙粒可以被重新填入和雕刻，軟鉛也可以重新熔解貫入。
相比起過去，印刷的成本是降低了不少，但即使如此，製作這種技術所需要的材料被幕府實施嚴格的管制，這也意味著熟悉這種技術的人將會成為天皇或將軍攏絡和關注的對象。他們無法隨意地將時間和金錢花費在小說或其它被認為有道德瑕疵的作品上，只能够出版歷史和幕府消息的相關印刷品，後陽成天皇時期出版的《日本書紀》（にほんしょき）是首批相關印刷品，德川家康時期出版的《群書治要》）也是在當時有重要地位的印刷品。
在1549年，天主教傳教士的出現對日本的書籍製造業產生了深遠的影響，一部份的傳教士將古騰堡印刷法的知識帶入了日本，傳教士組織以及聖芳濟耶穌會採用的古騰堡印刷法幾乎是與朝鮮古活字同時出現的，以這種印刷技術出版的印刷品被稱為「基督版」。這種印刷法和朝鮮古活字一樣具有實惠及耐用的優點，但是，熟悉這種技術所必要的專業知識以及它和基督教之間的密切聯繫使得它没有辦法獲得更進一步的普及。
據悉，這種印刷法的首批印刷品是西方傳教士將日文羅馬化後的翻譯作品，這些出版物成為外國商人和傳教士學習日語的一種工具，有助於讓他們了解和熟悉日語的語法及拼寫系統。首次以這種印刷法印製的日語作品是1593年出版的《伊索寓言》（イソポのハブラス），這部作品被認為是當時相當有影响力的一部作品，因為它是首部在日本出版的文學著作，也是日本第一次接触到的西方文學作品。
由日本發明的活字印刷技術是在這兩種印刷法引入後才出現的，當時住在京都嵯峨的收藏家角倉素庵率先利用一種木雕活字印刷器具印製名匠本阿彌光悅（ほんあみ こうえつ）和其弟子們的作品，這些被稱為「嵯峨本」的印製品被譽為是日本印刷史上最出色和罕見的的印製品。然而，角倉素庵主要是利用這種技術複製他個人的收藏品，并没有讓這種技術廣泛傳開。這些印製品以綴葉装的方式裝訂，同時使用一種稱為唐紙（中國紙）的高級紙印製，更進一步提升它的收藏價值。
整版本取代了手抄稿成為這個時期的主流複製法，因為這種版刻法經過時代的改良已經逐盡完善，以至於個別的小本商家皆有能力設立自身的印刷工坊。

### 明治時代以后
在明治時代以前，雕版印刷一直在印刷業中佔據主導的地位，直到明治時代後，開始有印刷工坊引進西方的活字印刷技術；從明治維新初期開始，出版商有意識地放棄包括和紙、裝幀以及書法在内的傳統和裝本格式。新的印刷風貌基本上摒棄了舊有的和裝本風格，因此，除了小規模印製的仿古複製品外，今日的日本出版物清一色是西方印刷品的格式。然而，大多數的書本依然保持著傳統先由上而下，再從右而左的閱讀方式，除了少部份的技術書類和教科本是根據西方先由左而右，再從上而下的閱讀方式印製的。

## 另見
- 中国传统书页装订
- 單行本
- 文庫本

## 腳注
1. ↑  Inoue, Nao. . Marumizu-gumi. Marumizu-gumi.   [23 February 2022]. （原始内容存档于2023-01-31）.
2. ↑  Kornicki, Peter. . Diemberger, Hildegard; Ehrhard, Franz-Karl; Kornicki, Peter  (编). . Brill. 2016: 46–51  [23 February 2022]. JSTOR 10.1163/j.ctt1w8h246.9. （原始内容存档于2023-01-31）.
3. 1 2 3 4 5 6 7 8  .   [2010-07-06]. （原始内容存档于2010-01-17） （日语）.
4. 1 2 3 4 5 6 7 8 9  . 大阪府立中之島図書館. 2005-02-26  [2010-07-06]. （原始内容存档于2010-07-26） （日语）.
5. 1 2  . 国文学研究資料館. 2003-10-31  [2010-07-06]. （原始内容存档于2020-02-18） （日语）.
6. ↑  .   [2010-07-06]. （原始内容存档于2011-07-06） （日语）.
7. ↑  . 彫美堂五井.   [2010-07-06]. （原始内容存档于2011-01-22） （日语）.
8. 1 2  森書物史概論. .   [2010-07-06]. （原始内容存档于2010-07-15） （日语）.
9. 1 2  . 法相宗大本山 興福寺.   [2010-07-06]. （原始内容存档于2010-07-10） （日语）.
10. ↑  .   [2010-07-06]. （原始内容存档于2018-10-01） （日语）.